# Alchemilla kvarkushensis
Alchemilla kvarkushensis é uma espécie de rosácea do gênero Alchemilla, pertencente à família Rosaceae.